# Тагизаде, Заур Намикович
Зау́р Губад оглы Тагизаде́ (азерб. Zaur Qubad oğlu Tağızadə; 21 февраля 1979, Баку, Азербайджанская ССР, СССР) — азербайджанский футболист, полузащитник; тренер.

## Клубная карьера

### Азербайджан
Профессиональную футбольную карьеру начал в 1994 году с выступления в команде азербайджанской Премьер-Лиги «Кюр-Нур» из Мингечаура. Большую часть своей карьеры провёл выступая за бакинский «Нефтчи»,
был его капитаном. Выступал также за бакинские клубы «Шафа», СКА и «U-18».

### Легионерская карьера
В период с 1997 по 1999 год, с небольшим перерывом, защищал цвета эстонских клубов «Лелле» и «Флора» из Таллина, а также исландского клуба «Акранес».

## Сборная Азербайджана
В период с 1997 по 2008 год провёл в составе сборной Азербайджана 40 игр и забил 6 мячей.
В апреле 2009 года Заур Тагизаде объявил об окончании своих выступлений за национальную сборную, объяснив это бесконечными травмами, которые препятствуют его нормальному выступлению одновременно и в клубе, и в сборной. В связи с принятым решением Тагизаде отправил официальное письмо в Федерацию футбола Азербайджана, где подробно изложил причину своего отказа.

## После завершения карьеры
В конце сезона 2009/2010 «Нефтчи» начал проводить трансферы и Заур Тагизаде был отстранён от состава. После этого он решил завершить футбольную карьеру. Затем ему поступило предложение от «Нефтчи» работать в качестве помощника тренера.
В 2011 году вошёл в тренерский штаб агдамского «Карабаха».

## Достижения
«Нефтчи»
- Чемпион Азербайджана: 2004, 2005
- Серебряный призёр чемпионата Азербайджана: 2007
- Бронзовый призёр чемпионата Азербайджана: 2006, 2008
- Обладатель Кубка Азербайджана: 2004

В 2001 году Заур Тагизаде был признан «Лучшим футболистом Азербайджана» по версии газеты «Futbol+».